# 2001-es sílövő-világbajnokság
A 2001-es sílövő-világbajnokságot február 3-a és 14-e között rendezték Szlovéniában, Pokljukában.

## Részt vevő nemzetek
| Egyesült Államok |
| Ausztria         |
| Bulgária         |
| Csehország       |
| Észtország       |
| Fehéroroszország |
| Finnország       |
| Franciaország    |

| Görögország |
| Grönland    |
| Hollandia   |
| Japán       |
| Kanada      |
| Kazahsztán  |
| Kína        |
| Dél-Korea   |

| Lengyelország      |
| Lettország         |
| Litvánia           |
| Magyarország       |
| Moldova            |
| Egyesült Királyság |
| Németország        |
| Norvégia           |

| Olaszország |
| Oroszország |
| Románia     |
| Svájc       |
| Svédország  |
| Szlovákia   |
| Szlovénia   |
| Ukrajna     |
| 32 nemzet   |

## Éremtáblázat
| Hely     | Nemzet           | Arany | Ezüst | Bronz | Összesen |
| 1.       | Oroszország      | 3     | 0     | 0     | 3        |
| 2.       | Franciaország    | 2     | 2     | 0     | 4        |
| 3.       | Svédország       | 2     | 0     | 1     | 3        |
| 4.       | Németország      | 1     | 3     | 2     | 6        |
| 5.       | Norvégia         | 1     | 2     | 4     | 7        |
| 6.       | Finnország       | 1     | 0     | 0     | 1        |
|          |                  |       |       |       |          |
| 7.       | Fehéroroszország | 0     | 2     | 0     | 2        |
| 8.       | Olaszország      | 0     | 1     | 0     | 1        |
|          |                  |       |       |       |          |
| 9.       | Ukrajna          | 0     | 0     | 2     | 2        |
| 10.      | Lettország       | 0     | 0     | 1     | 1        |
|          |                  |       |       |       |          |
| Összesen | Összesen         | 10    | 10    | 10    | 30       |

## Férfi

### Egyéni
A verseny időpontja: 2001. február 7.
| #     | Versenyző            | Lövőhiba (F+Á+F+Á) | Időeredmény | Hátrány  |
| ----- | -------------------- | ------------------ | ----------- | -------- |
| Arany | Paavo Puurunen       | 0+0+0+1            | 55:05,6     |          |
| Ezüst | Vadzim Szasurin      | 0+0+0+1            | 55:33,8     | +28,2    |
| Bronz | Ilmārs Bricis        | 0+0+0+0            | 55:35,1     | +29,5    |
| 4.    | Szergej Rozskov      | 0+0+1+0            | 56:37,8     | +1:32,2  |
| 5.    | Viktor Majgurov      | 0+1+0+1            | 56:48,6     | +1:43,0  |
| 6.    | Ruszlan Liszenko     | 0+1+0+0            | 56:50,4     | +1:44,8  |
| 7.    | Ricco Groß           | 1+1+0+0            | 56:58,0     | +1:52,4  |
| 8.    | Pavel Rosztovcev     | 1+0+1+2            | 57:06,7     | +2:01,1  |
| 9.    | Ville Räikkönen      | 1+0+1+0            | 57:44,4     | +2:38,8  |
| 10.   | Ole Einar Bjørndalen | 1+2+2+1            | 57:49,2     | +2:43,6  |
| ----  | ----                 | ----               | ----        | ----     |
| 83.   | Tagscherer Imre      | 2+1+3+1            | 1:09:33,4   | +14:27,8 |
| 88.   | Holló Mátyás         | 2+4+2+3            | 1:18:01,3   | +22:55,7 |

### Sprint
A verseny időpontja: 2001. február 3.
| #     | Versenyző         | Lövőhiba (F+Á) | Időeredmény | Hátrány |
| ----- | ----------------- | -------------- | ----------- | ------- |
| Arany | Pavel Rosztovcev  | 0+0            | 24:40,3     |         |
| Ezüst | René Cattarinussi | 0+0            | 25:26,9     | +46,6   |
| Bronz | Halvard Hanevold  | 1+0            | 25:28,2     | +47,9   |
| 4.    | Egil Gjelland     | 1+0            | 25:43,6     | +1:03,3 |
| 5.    | Sven Fischer      | 0+1            | 25:44,3     | +1:04,0 |
| 6.    | Paavo Puurunen    | 0+0            | 25:45,6     | +1:05,3 |
| 7.    | Raphaël Poirée    | 0+2            | 25:46,5     | +1:06,2 |
| 8.    | Frode Andresen    | 2+2            | 25:48,0     | +1:07,7 |
| 9.    | Jeremy Teela      | 1+0            | 25:48,6     | +1:08,3 |
| 10.   | Vincent Defrasne  | 0+1            | 25:50,3     | +1:10,0 |
| ----  | ----              | ----           | ----        | ----    |
| 96.   | Tagscherer Imre   | 3+2            | 32:27,1     | +7:46,8 |
| 97.   | Holló Mátyás      | 3+3            | 33:18,9     | +8:38,6 |

### Üldözőverseny
A verseny időpontja: 2001. február 4.
| #     | Versenyző            | Lövőhiba (F+Á+F+Á) | Időeredmény | Hátrány |
| ----- | -------------------- | ------------------ | ----------- | ------- |
| Arany | Pavel Rosztovcev     | 1+0+2+0            | 34:21.3     |         |
| Ezüst | Raphaël Poirée       | 0+1+0+1            | 34:27.2     | +5.9    |
| Bronz | Sven Fischer         | 0+1+1+0            | 35:06.9     | +45.6   |
| 4.    | Ole Einar Bjørndalen | 1+1+0+1            | 35:17.6     | +56.3   |
| 5.    | Egil Gjelland        | 0+1+1+0            | 35:27.7     | +1:06.4 |
| 6.    | Frode Andresen       | 1+1+2+1            | 35:39.5     | +1:18.2 |
| 7.    | Vincent Defrasne     | 0+0+0+2            | 35:42.5     | +1:21.2 |
| 8.    | Tomas Globočnik      | 0+0+1+0            | 35:42.6     | +1:21.3 |
| 9.    | Halvard Hanevold     | 0+0+2+1            | 35:57.7     | +1:36.4 |
| 10.   | Zdeněk Vítek         | 0+0+1+1            | 36:03.1     | +1:41.8 |

### Tömegrajtos
A verseny időpontja: 2001. február 9.
| #     | Versenyző            | Lövőhiba (F+Á+F+Á) | Időeredmény | Hátrány |
| ----- | -------------------- | ------------------ | ----------- | ------- |
| Arany | Raphaël Poirée       | 1+0+1+0            | 39:28.2     |         |
| Ezüst | Ole Einar Bjørndalen | 3+1+0+0            | 39:32.0     | +3.8    |
| Bronz | Sven Fischer         | 1+1+0+1            | 39:46.6     | +18.4   |
| 4.    | Ricco Groß           | 0+0+0+0            | 39:47.5     | +19.3   |
| 5.    | Vadzim Szasurin      | 1+1+0+0            | 40:12.7     | +44.5   |
| 6.    | Patrick Favre        | 1+1+1+0            | 40:15.0     | +46.8   |
| 7.    | Szergej Rozskov      | 0+1+0+0            | 40:19.1     | +50.9   |
| 8.    | Ilmārs Bricis        | 0+1+1+0            | 40:24.6     | +56.4   |
| 9.    | Halvard Hanevold     | 1+0+0+1            | 40:27.5     | +59.3   |
| 10.   | René Cattarinussi    | 0+0+2+0            | 40:28.9     | +1:00.7 |

### Váltó
A verseny időpontja: 2001. február 11.
| #     | Versenyző                                                                                    | Lövőhiba (F+Á)                          | Időeredmény | Hátrány | #   | Versenyző                                                                            | Lövőhiba (F+Á)                          | Időeredmény | Hátrány |
| ----- | -------------------------------------------------------------------------------------------- | --------------------------------------- | ----------- | ------- | --- | ------------------------------------------------------------------------------------ | --------------------------------------- | ----------- | ------- |
| Arany | Franciaország · Gilles Marguet · Vincent Defrasne · Julien Robert · Raphaël Poirée           | 0+1 0+5 0+1 0+2 0+0 0+2 0+0 0+0 0+0 0+1 | 1:12:56.7   |         | 6.  | Lengyelország · Wieslaw Ziemianin · Wojciech Kozub · Krzysztof Topor · Tomasz Sikora | 0+1 0+3 0+1 0+0 0+0 0+1                 | 1:14:49.0   | +1:52.3 |
| Ezüst | Fehéroroszország · Aljakszej Ajdarav · Aljakszandr Sziman · Aleh Rizsankov · Vadzim Szasurin | 0+2 0+4 0+0 0+1 0+1 0+1 0+0 0+2 0+1 0+0 | 1:13:28.6   | +31.9   | 7.  | Szlovénia · Janez Ozbolt · Tomas Globocnik · Marko Dolenc · Aleksander Grajf         | 0+1 1+5 0+0 0+0 0+1 0+1 0+0 1+3 0+0 0+1 | 1:14:49.9   | +1:53.2 |
| Bronz | Norvégia · Egil Gjelland · Frode Andresen · Halvard Hanevold · Ole Einar Bjørndalen          | 1+7 2+8 0+0 0+3 0+3 2+3 0+1 0+1 1+3 0+1 | 1:13:29.7   | +33.0   | 8.  | Ausztria · Wolfgang Perner · Christoph Sumann · Daniel Mesotitsch · Ludwig Gredler   | 0+4 2+8 0+1 0+2 0+0 2+3 0+1 0+1 0+2 0+2 | 1:15:11.1   | +2:14.4 |
| 4.    | Oroszország · Szergej Rozskov · Andrej Prokunin · Viktor Majgurov · Pavel Rosztovcev         | 0+3 1+4 0+2 0+0 0+0 1+3 0+0 0+0 0+1 0+1 | 1:13:53.8   | +57.1   | 9.  | Lettország · Olegs Maluhins · Ilmars Bricis · Jekabs Nakums · Gundars Upenieks       | 0+4 1+7 0+1 0+2 0+1 0+1 0+0 1+3 0+2 0+1 | 1:15:21.7   | +2:25.0 |
| 5.    | Finnország · Ville Räikkönen · Timo Antila · Paavo Puurunen · Vesa Hietalahti                | 0+2 1+7 0+2 0+2 0+0 1+3 0+0 0+2 0+0 0+0 | 1:14:48.9   | +1:52.2 | 10. | Olaszország · Patrick Favre · Wilfried Pallhuber · Enrico Tach · René Cattarinussi   | 1+7 0+3 1+3 0+1 0+3 0+1 0+0 0+0 0+1 0+1 | 1:15:31.2   | +2:34.5 |

## Női

### Egyéni
A verseny időpontja: 2001. február 6.
| #     | Versenyző             | Lövőhiba (F+Á+F+Á) | Időeredmény | Hátrány  |
| ----- | --------------------- | ------------------ | ----------- | -------- |
| Arany | Magdalena Forsberg    | 0+0+0+1            | 45:13.0     |          |
| Ezüst | Liv Grete Poirée      | 0+1+0+2            | 45:50.3     | +37.3    |
| Bronz | Alena Zubrilava       | 1+0+0+1            | 46:22.2     | +1:09.2  |
| 4.    | Olena Petrova         | 0+0+0+0            | 46:25.5     | +1:12.5  |
| 5.    | Anna Bogalij-Tyitovec | 0+0+1+0            | 46:38.0     | +1:25.0  |
| 6.    | Tófalvi Éva           | 0+0+0+0            | 47:02.4     | +1:49.4  |
| 7.    | Andreja Koblar        | 2+0+0+0            | 47:10.0     | +1:57.0  |
| 8.    | Nathalie Santer       | 2+0+1+0            | 47:28.3     | +2:15.3  |
| 9.    | Andrea Henkel         | 0+2+0+0            | 47:36.0     | +2:23.0  |
| 10.   | Anna Murinova         | 0+0+0+1            | 48:13.5     | +3:00.5  |
| ----  | ----                  | ----               | ----        | ----     |
| 79.   | Szöllősi Ivett        | 1+0+1+3            | 59:10.1     | +13:57.1 |
| 80.   | Bekecs Zsuzsanna      | 3+1+1+1            | 1:00:57.0   | +15:44.0 |

### Sprint
A verseny időpontja: 2001. február 3.
| #     | Versenyző           | Lövőhiba (F+Á) | Időeredmény | Hátrány |
| ----- | ------------------- | -------------- | ----------- | ------- |
| Arany | Kati Wilhelm        | 0+1            | 21:56.2     |         |
| Ezüst | Uschi Disl          | 1+0            | 22:23.1     | +26.9   |
| Bronz | Liv Grete Poirée    | 1+1            | 22:37.6     | +41.4   |
| 4.    | Katrin Apel         | 1+1            | 22:54.0     | +57.8   |
| 5.    | Corinne Niogret     | 1+0            | 23:05.4     | +1:09.2 |
| 6.    | Magdalena Forsberg  | 0+1            | 23:06.2     | +1:10.0 |
| 7.    | Olga Piljova        | 0+1            | 23:12.9     | +1:16.7 |
| 8.    | Galina Kukleva      | 1+0            | 23:23.5     | +1:27.3 |
| 9.    | Delphyne Burlet     | 0+1            | 23:26.9     | +1:30.7 |
| 10.   | Ann-Elen Skjelbreid | 1+1            | 23:39.8     | +1:43.6 |
| ----  | ----                | ----           | ----        | ----    |
| 79.   | Szöllősi Ivett      | 2+1            | 28:36.8     | +6:40.6 |
| 80.   | Bekecs Zsuzsanna    | 2+1            | 28:44.2     | +6:48.0 |

### Üldözőverseny
A verseny időpontja: 2001. február 14.
| #     | Versenyző           | Lövőhiba (F+Á+F+Á) | Időeredmény | Hátrány |
| ----- | ------------------- | ------------------ | ----------- | ------- |
| Arany | Liv Grete Poirée    | 1+1+2+1            | 32:13.5     |         |
| Ezüst | Corinne Niogret     | 0+0+0+1            | 32:38.5     | + 25.0  |
| Bronz | Magdalena Forsberg  | 0+2+1+0            | 32:48.5     | +35.0   |
| 4.    | Olga Piljova        | 1+0+1+1            | 32:51.9     | +38.4   |
| 5.    | Andrea Henkel       | 0+0+0+1            | 32:52.7     | +39.2   |
| 6.    | Delphyne Burlet     | 0+0+1+1            | 33:20.1     | +1:06.6 |
| 7.    | Kati Wilhelm        | 3+3+1+0            | 33:34.2     | +1:20.7 |
| 8.    | Katrin Apel         | 0+2+2+1            | 33:41.5     | +1:28.0 |
| 9.    | Ann-Elen Skjelbreid | 0+0+2+0            | 33:44.1     | +1:30.6 |
| 10.   | Ekaterina Dafovszka | 0+0+1+1            | 33:44.2     | +1:30.7 |

### Tömegrajtos
A verseny időpontja: 2001. február 9.
| #     | Versenyző              | Lövőhiba (F+Á+F+Á) | Időeredmény | Hátrány |
| ----- | ---------------------- | ------------------ | ----------- | ------- |
| Arany | Magdalena Forsberg     | 0+0+1+0            | 38:38.6     |         |
| Ezüst | Martina Glagow         | 0+0+0+0            | 39:43.0     | +1:04.4 |
| Bronz | Liv Grete Poirée       | 0+2+2+0            | 39:44.4     | +1:05.8 |
| 4.    | Pavlina Filipova       | 0+0+0+0            | 40:02.3     | +1:23.7 |
| 5.    | Kati Wilhelm           | 0+2+0+0            | 40:02.4     | +1:23.8 |
| 6.    | Gunn Margit Andreassen | 0+0+0+0            | 40:10.9     | +1:32.3 |
| 7.    | Olga Piljova           | 2+1+0+0            | 40:21.6     | +1:43.0 |
| 8.    | Alena Zubrilava        | 1+0+1+2            | 40:23.3     | +1:44.7 |
| 9.    | Delphyne Burlet        | 1+1+1+1            | 40:24.2     | +1:45.6 |
| 10.   | Tófalvi Éva            | 0+0+0+1            | 40:35.0     | +1:56.4 |

### Váltó
A verseny időpontja: 2001. február 10.
| #     | Versenyző                                                                                                | Lövőhiba (F+Á)                          | Időeredmény | Hátrány | #   | Versenyző                                                                              | Lövőhiba (F+Á)                           | Időeredmény | Hátrány |
| ----- | --- | --------------------------------------- | ----------- | ------- | --- | -------------------------------------------------------------------------------------- | ---------------------------------------- | ----------- | ------- |
| Arany | Oroszország · Olga Piljova · Anna Bogalij-Tyitovec · Galina Kukleva · Szvetlana Ismuratova               | 0+5 1+8 0+1 0+2 0+1 0+0 0+2 0+3 0+1 1+3 | 1:29:02.8   |         | 6.  | Bulgária · Pavlina Filipova · Irina Nikulcsina · Radka Popova · Ekaterina Dafovszka    | 0+3 0+8 0+0 0+3 0+2 0+1 0+1 0+3 0+0 0+1  | 1:33:14.0   | +4:11.2 |
| Ezüst | Németország · Uschi Disl · Katrin Apel · Andrea Henkel · Kati Wilhelm                                    | 2+4 0+3 0+1 0+1 0+0 0+2 0+0 0+0 2+3 0+0 | 1:29:28.3   | +25.5   | 7.  | Szlovénia · Lucija Larisi · Andreja Grasic-Koblar · Dijana Grudicek · Tadeja Brankovic | 0+6 0+6 0+2 0+1 0+1 0+1 0+3 0+3 0+0 0+1  | 1:33:14.1   | +4:11.3 |
| Bronz | Ukrajna · Alena Zubrilava · Olena Petrova · Nyina Lemes · Tetyana Vodopjanova                            | 0+1 0+4 0+1 0+1 0+0 0+0 0+0 0+2 0+0 0+1 | 1:29:55.2   | +52.4   | 8.  | Olaszország · Michela Ponza · Siegrid Pallhuber · Saskia Santer · Nathalie Santer      | 0+7 2+9 0+0 0+0 0+2 0+3 0+3 2+3          | 1:34:28.4   | +5:25.6 |
| 4.    | Norvégia · Ann-Elen Skjelbreid · Gro Marit Istad-Kristiansen · Gunn Margit Andreassen · Liv Grete Poirée | 3+5 0+5 0+0 0+1 3+3 0+2 0+1 0+1 0+1 0+1 | 1:30:36.3   | +1:33.5 | 9.  | Japán · Sindó-Honma Mami · Szeino-Szuga Hiromi · Tanaka Tamami · Takahasi Rjóko        | 0+6 2+10 0+2 1+3 0+0 1+3 0+1 0+1 0+3 0+3 | 1:35:02.4   | +5:59.6 |
| 5.    | Franciaország · Florence Baverel-Robert · Delphyne Burlet · Sandrine Bailly · Corinne Niogret            | 0+2 2+4 0+0 0+0 0+1 0+1 0+0 2+3 0+1 0+0 | 1:32:55.4   | +3:52.6 | 10. | Kína · Liu Xianying · Yu Shumei · Cheng Xiaoni · Kong Yingchao                         | 0+6 0+8 0+1 0+2 0+1 0+1 0+1 0+3 0+3 0+2  | 1:35:16.9   | +6:14.1 |